# Bethenhausen
Bethenhausen là một đô thị ở huyện Greiz, ở bang Thüringen, Đức. Đô thị này có diện tích 3,08 km², dân số thời điểm ngày 31 tháng 12 năm 2006 là 264 người.